# Freie-Partie-Europameisterschaft der Junioren 1994/95

Logo CEB (ausrichtender Verband)

Die Freie-Partie-Europameisterschaft der Junioren 1994 war das 19. Turnier in dieser Disziplin des Karambolagebillards und fand vom 9. bis zum 11. Dezember 1994 in Brünn statt. Die Meisterschaft zählte zur Saison 1994/95.

## Geschichte
Mit Marek Faus gewann erstmals ein Tscheche einen internationalen Titel im Karambolage-Billard vor dem Marler Uwe Kerls und dem Belgier Franky Spitaels.

## Modus
Gespielt wurde eine Vorrunde im Round-Robin-Modus, danach eine Knock-out-Runde  bis 300 Punkte oder 20 Aufnahmen.
Platzierung in den Tabellen bei Punktgleichheit:
1. MP = Matchpunkte
2. GD = Generaldurchschnitt
3. HS = Höchstserie

## Vorrunde
| Abschlusstabelle Gruppe A | Abschlusstabelle Gruppe A | Abschlusstabelle Gruppe A | Abschlusstabelle Gruppe A | Abschlusstabelle Gruppe A | Abschlusstabelle Gruppe A | Abschlusstabelle Gruppe A | Abschlusstabelle Gruppe A | Abschlusstabelle Gruppe A |
| Platz                     | Name                      | MP                        | Pkte                      | Aufn.                     | GD                        | BED                       | HS                        |                           |
| ------------------------- | ------------------------- | ------------------------- | ------------------------- | ------------------------- | ------------------------- | ------------------------- | ------------------------- | ------------------------- |
| 1                         | Marek Faus                | 6:0                       | 900                       | 18                        | 50,00                     | 100,00                    | 205                       |                           |
| 2                         | Uwe Kerls                 | 4:2                       | 615                       | 20                        | 30,75                     | 42,85                     | 160                       |                           |
| 3                         | Jérôme Galerne            | 2:4                       | 336                       | 36                        | 9,33                      | 8,65                      | 30                        |                           |
| 4                         | Tore Fill                 | 0:6                       | 135                       | 36                        | 3,75                      | -                         | 20                        |                           |

| Abschlusstabelle Gruppe B | Abschlusstabelle Gruppe B | Abschlusstabelle Gruppe B | Abschlusstabelle Gruppe B | Abschlusstabelle Gruppe B | Abschlusstabelle Gruppe B | Abschlusstabelle Gruppe B | Abschlusstabelle Gruppe B | Abschlusstabelle Gruppe B |
| Platz                     | Name                      | MP                        | Pkte                      | Aufn.                     | GD                        | BED                       | HS                        |                           |
| ------------------------- | ------------------------- | ------------------------- | ------------------------- | ------------------------- | ------------------------- | ------------------------- | ------------------------- | ------------------------- |
| 1                         | Juan Carlos Pareras       | 4:2                       | 883                       | 31                        | 28,48                     | 27,27                     | 151                       |                           |
| 2                         | Jens Eggers               | 4:2                       | 761                       | 27                        | 28,18                     | 37,50                     | 147                       |                           |
| 3                         | Arnim Kahofer             | 4:2                       | 762                       | 29                        | 26,27                     | 50,00                     | 199                       |                           |
| 4                         | Tom Coenen                | 0:6                       | 614                       | 35                        | 17,54                     | -                         | 194                       |                           |

| Abschlusstabelle Gruppe C | Abschlusstabelle Gruppe C | Abschlusstabelle Gruppe C | Abschlusstabelle Gruppe C | Abschlusstabelle Gruppe C | Abschlusstabelle Gruppe C | Abschlusstabelle Gruppe C | Abschlusstabelle Gruppe C | Abschlusstabelle Gruppe C |
| Platz                     | Name                      | MP                        | Pkte                      | Aufn.                     | GD                        | BED                       | HS                        |                           |
| ------------------------- | ------------------------- | ------------------------- | ------------------------- | ------------------------- | ------------------------- | ------------------------- | ------------------------- | ------------------------- |
| 1                         | Franky Spitaels           | 6:0                       | 900                       | 15                        | 60,00                     | 100,00                    | 269                       |                           |
| 2                         | Patrick Andre             | 4:2                       | 603                       | 13                        | 46,38                     | 75,00                     | 264                       |                           |
| 3                         | Dick Timmers              | 2:4                       | 561                       | 28                        | 20,03                     | 17,64                     | 100                       |                           |
| 4                         | Josef Cervenka            | 0:6                       | 301                       | 28                        | 10,75                     | -                         | 39                        |                           |

| Abschlusstabelle Gruppe D | Abschlusstabelle Gruppe D | Abschlusstabelle Gruppe D | Abschlusstabelle Gruppe D | Abschlusstabelle Gruppe D | Abschlusstabelle Gruppe D | Abschlusstabelle Gruppe D | Abschlusstabelle Gruppe D | Abschlusstabelle Gruppe D |
| Platz                     | Name                      | MP                        | Pkte                      | Aufn.                     | GD                        | BED                       | HS                        |                           |
| ------------------------- | ------------------------- | ------------------------- | ------------------------- | ------------------------- | ------------------------- | ------------------------- | ------------------------- | ------------------------- |
| 1                         | Davy van Geel             | 6:0                       | 900                       | 25                        | 36,00                     | 75,00                     | 163                       |                           |
| 2                         | Eric Castaner             | 2:4                       | 874                       | 32                        | 27,31                     | 30,00                     | 193                       |                           |
| 3                         | Fabrice Rosa              | 2:4                       | 464                       | 20                        | 23,20                     | 33,33                     | 95                        |                           |
| 4                         | Michael Mikkelsen         | 2:4                       | 413                       | 25                        | 16,52                     | 42,85                     | 249                       |                           |

## Finalrunde
|  | Viertelfinale 300/20 | Viertelfinale 300/20  |                          |                          | Halbfinale 300/20    | Halbfinale 300/20    |  |  | Finale 300/20 | Finale 300/20 |
|  |                      |                       |                          |                          |                      |                      |  |  |               |               |
|  |                      |                       |                          |                          |                      |                      |  |  |               |               |
|  | Marek Faus           | 2:0/300(7)/42,85/198  |                          |                          |                      |                      |  |  |               |               |
|  | Marek Faus           | 2:0/300(7)/42,85/198  |                          |                          |                      |                      |  |  |               |               |
|  | Eric Castaner        | 0:2/70(7)/10,00/39    |                          |                          |                      |                      |  |  |               |               |
|  | Eric Castaner        | 0:2/70(7)/10,00/39    | Marek Faus               | 2:0/300(7)/42,85/107     |                      |                      |  |  |               |               |
|  |                      |                       | Marek Faus               | 2:0/300(7)/42,85/107     |                      |                      |  |  |               |               |
|  |                      | Franky Spitaels       | 0:2/106(7)/15,14/55      |                          |                      |                      |  |  |               |               |
|  | Franky Spitaels      | Franky Spitaels       | 0:2/106(7)/15,14/55      | 2:0/300(12)/25,00/133    |                      |                      |  |  |               |               |
|  | Franky Spitaels      |                       |                          | 2:0/300(12)/25,00/133    |                      |                      |  |  |               |               |
|  | Jens Eggers          | 0:2/118(12)/9,83/62   |                          |                          |                      |                      |  |  |               |               |
|  |                      |                       | Marek Faus               | 2:0/300(2)/150,00/289    |                      |                      |  |  |               |               |
|  |                      |                       |                          | Uwe Kerls                | 0:2/130(2)/65,00/129 |                      |  |  |               |               |
|  | Juan Carlos Pareras  | 0:2/125(5)/25,00/93   |                          |                          |                      |                      |  |  |               |               |
|  | Patrick Andre        | 2:0/300(5)/60,00/283  |                          |                          |                      |                      |  |  |               |               |
|  | Patrick Andre        | 2:0/300(5)/60,00/283  | Patrick Andre            | 0:2/300(11)(0)/27,27/199 |                      |                      |  |  |               |               |
|  |                      |                       | Patrick Andre            | 0:2/300(11)(0)/27,27/199 | Spiel um Platz 3     |                      |  |  |               |               |
|  |                      | Uwe Kerls             | 2:0/300(3)(30)/27,27/153 |                          |                      |                      |  |  |               |               |
|  | Davy van Geel        | Uwe Kerls             | 2:0/300(3)(30)/27,27/153 | 0:2/11(3)/3,66/10        | Franky Spitaels      | 2:0/300(5)/60,00/151 |  |  |               |               |
|  | Davy van Geel        |                       |                          | 0:2/11(3)/3,66/10        | Franky Spitaels      | 2:0/300(5)/60,00/151 |  |  |               |               |
|  | Uwe Kerls            | 2:0/300(3)/100,00/298 |                          | Patrick Andre            | 0:2/94(5)/18,80/89   |                      |  |  |               |               |
|  | Uwe Kerls            | 2:0/300(3)/100,00/298 |                          |                          | 0:2/94(5)/18,80/89   |                      |  |  |               |               |
|  |                      |                       |                          |                          |                      |                      |  |  |               |               |

## Endergebnis
| MP    | Match Points (Sieger = 2; Unentschieden = 1; Verlierer = 0) |
| Pkte. | Erzielte Karambolagen                                       |
| Aufn. | Benötigte Versuche                                          |
| GD    | Generaldurchschnitt                                         |
| BED   | Bester Einzeldurchschnitt eines Spielers                    |
| HS    | Höchstserie                                                 |
|       | Bester GD des Turniers                                      |
|       | Bester ED des Turniers                                      |
|       | Beste HS des Turniers                                       |
|       | 1. Platz (Gold)                                             |
|       | 2. Platz (Silber)                                           |
|       | 3. Platz (Bronze)                                           |

| Platz                      | Name                | MP   | Pkte | Aufn. | GD    | BED    | HS  |
| -------------------------- | ------------------- | ---- | ---- | ----- | ----- | ------ | --- |
| 1                          | Marek Faus          | 12:0 | 1800 | 34    | 52,94 | 150,00 | 289 |
| 2                          | Uwe Kerls           | 8:4  | 1345 | 36    | 37,36 | 100,00 | 298 |
| 3                          | Franky Spitaels     | 10:2 | 1606 | 39    | 41,17 | 100,00 | 269 |
| 4                          | Patrick Andre       | 6:6  | 1297 | 34    | 38,14 | 75,00  | 283 |
| 5                          | Davy van Geel       | 6:2  | 911  | 28    | 32,53 | 75,00  | 163 |
| 6                          | Juan Carlos Pareras | 4:4  | 1008 | 36    | 28,00 | 27,27  | 151 |
| 7                          | Jens Eggers         | 4:4  | 879  | 39    | 22,53 | 37,50  | 147 |
| 8                          | Eric Castaner       | 2:6  | 944  | 39    | 24,20 | 30,00  | 193 |
| 9                          | Arnim Kahofer       | 4:2  | 762  | 29    | 26,27 | 50,00  | 199 |
| 10                         | Fabrice Rosa        | 2:4  | 464  | 20    | 23,20 | 33,33  | 95  |
| 11                         | Dick Timmers        | 2:4  | 561  | 28    | 20,03 | 17,64  | 100 |
| 12                         | Jérôme Galerne      | 2:4  | 336  | 36    | 9,33  | 8,65   | 30  |
| 13                         | Michael Mikkelsen   | 2:4  | 413  | 25    | 16,52 | 42,85  | 249 |
| 14                         | Tom Coenen          | 0:6  | 614  | 35    | 17,54 | -      | 194 |
| 15                         | Josef Cervenka      | 0:6  | 301  | 28    | 10,75 | -      | 39  |
| 16                         | Tore Fill           | 0:6  | 135  | 36    | 3,75  | -      | 20  |
| Turnierdurchschnitt: 25,62 |                     |      |      |       |       |        |     |